# As Guístolas
As Guístolas es una aldea situada en la parroquia de Cerdeira, del municipio español de Río, en la provincia de Orense, Galicia.

## Demografía
| Gráfica de evolución demográfica de As Guístolas entre 2000 y 2023 |
|                                                                    |
| Datos según el nomenclátor publicado por el INE.                   |